# Xavier Moreno
Xavier Moreno (Édison Xavier Moreno Cruz; * 15. November 1979 in Quito) ist ein ecuadorianischer Geher.
Bei den Südamerikameisterschaften 2001 in Manaus gewann er Bronze im 20.000-Meter-Gehen.
2004 wurde er bei den Olympischen Spielen in Athen im 20-km-Gehen disqualifiziert.
2006 holte er bei den Südamerikameisterschaften in Tunja Silber über 20.000 Meter, 2007 siegte er bei den Panamerikanischen Spielen in Rio de Janeiro im 50-km-Gehen mit dem Südamerikarekord von 3:52:07 h.
Bei den Olympischen Spielen 2008 in Peking kam er über 50 km auf den 36. Platz. Ebenfalls über 50 km belegte er bei den Olympischen Spielen 2012 in London Rang 46 und bei den Weltmeisterschaften in Moskau Rang 44.

## Persönliche Bestzeiten
- 20 km Gehen: 1:22:24 h, 2. Mai 2004, Naumburg
- 50 km Gehen: 3:52:07 h, 28. Juli 2007, Rio de Janeiro (ehemaliger Südamerikarekord)